# Adam LeFevre
Adam LaFevre (Albany (New York), 11 augustus 1950) is een Amerikaans acteur.

## Biografie
LaFevre heeft gestudeerd aan de universiteit van Iowa in Iowa City.
LaFevre begon in 1979 met acteren in de film Return of the Secaucus 7. Hierna heeft hij nog meer dan 125 rollen gespeeld in films en televisieseries zoals Reckless (1984), The Bonfire of the Vanities (1990), That Night (1992), Philadelphia (1993), The Ref (1994), Jungle 2 Jungle (1997), Rounders (1998), Storm of the Century (1999), Two Weeks Notice (2002), The Manchurian Candidate (2004), The Invasion (2007), College Road Trip (2008), Taking Woodstock (2009), As The World Turns (2006-2010) en The Dictator (2012).
LaFevre is ook actief in het theater, hij maakte in 1988 zijn debuut op Broadway met het toneelstuk The Devil's Disciple. Hierna heeft hij nog meerdere rollen gespeeld op Broadway.

## Filmografie

### Films
Selectie:
- 2016 Gold - als Bobby Burns
- 2015 Freeheld - als Don Bennett
- 2015 The Program - als Jeffrey Tillotson
- 2012 The Dictator – als man in helikopter
- 2011 Margaret – als Rob
- 2010 Fair Game – als Karl Rove
- 2010 The Bounty Hunter – als Edmund
- 2010 She's Out of My League – als Mr. Kettner
- 2009 Taking Woodstock – als Dave
- 2009 Adam – als Mr. Wardlow
- 2008 College Road Trip – als rechter
- 2008 Fool's Gold – als Gary
- 2007 The Invasion – als Richard Lenk
- 2006 Arthur et les Minimoys – als Davido
- 2005 Empire Falls – als pastoor Mark
- 2005 Miss Congeniality 2: Armed & Fabulous – als barkeeper
- 2005 Hitch – als man bij speeddaten
- 2004 Taxi – als politieagent
- 2004 The Manchurian Candidate – als congreslid Healy
- 2004 Imaginary Heroes – als Bob Clyde
- 2002 Two Weeks Notice – als RV man
- 2001 After Amy – als Chris Hytner
- 1999 Music of the Heart – als Mr. Klein
- 1998 Rounders – als Sean Frye
- 1997 In & Out – als gast op vrijgezellenfeest
- 1997 Jungle 2 Jungle – als Morrison
- 1996 Un divan à New York – als restauranteigenaar
- 1996 Beautiful Girls – als Victor
- 1994 Only You – als Damon Bradley
- 1994 The Ref – als Gary Chasseur
- 1993 Philadelphia – als man van Jill
- 1992 That Night – als Mr. Carpenter
- 1990 The Bonfire of the Vanities – als Rawlie Thorpe
- 1984 Reckless – als officier Haskell
- 1979 Return of the Secaucus 7 – als J.T.

### Televisieseries
Uitgezonderd eenmalige gastrollen.
- 2023 Hello Tomorrow! - als Hartooonian - 5 afl.
- 2017 - 2020 The Sinner - als politiechief - 9 afl.
- 2016 The Night Of - als rechter - 2 afl.
- 2011 The Onion News Network – als Doug Kranowicz – 2 afl.
- 2006 – 2010 As the World Turns – als rechter Collins / rechter Berlin – 9 afl.
- 1996 – 2000 Law & Order – als Barry Clayton – 2 afl.
- 1999 Storm of the Century – als Ferd Andrews – miniserie
- 1991 All My Children – als Dewitt - ? afl.
- 1987 I'll Take Manhattan – als Booker – miniserie

## Theaterwerk opBroadway
- 2011 – 2012 Priscilla Queen of the Desert – als Bob (understudy)
- 2009 Guys and Dolls –als luitenant Brannigan
- 2001 – heden Mamma Mia! – als Bill Austin (understudy)
- 1998 – 2000 Footloose – als Wes Warnicker
- 1996 Summer and Smoke – als Roger Doremus
- 1991 Our Country's Good - als Robbie Ross – Ketch Freeman
- 1988 – 1989 The Devil's Disciple - als Christie

- Gemeinsame Normdatei: 173240690
- International Standard Name Identifier: 0000 0000 2146 6687
- Library of Congress Control Number: n77015943
- Virtual International Authority File: 52936070
- WorldCat: E39PBJjdhJTm9J4TqGHHmW6tKd